# کاوور (داکوتای جنوبی)
کاوور(به انگلیسی: Cavour) شهری در ایالت داکوتای جنوبی کشور ایالات متحده آمریکا است که جمعیت آن در سرشماری سال ۲۰۱۰ میلادی، ۱۱۴ نفر بوده‌است.